# Ryukyunäktergal
Ryukyunäktergal (Larvivora komadori) är en tätting som numera placeras i familjen flugsnappare, endast förekommande i Ryukyuöarna i södra Japan.

## Kännetecken

### Utseende
Ryukyunäktergalen är en liten (14 cm), aktiv och färgglad fågel med långa ben och rätt lång näbb. Skillnaden mellan könen är stora. Hanen av nominatformen är svart från ansiktet till bröstet samt i pannan och i fläckar på flankerna, medan resten av undersidan är vit och ovansidan djupt roströd. Honan är något mattare ovan, saknar det svarta och är mer enfärgat grå undertill, något fläckad eller streckad i vitt. 
Okinawanäktergalen, fram tills nyligen behandlad som underart till ryukyunäktergalen, skiljer sig tydligt i handräkten genom avsaknad av svart i pannan och på flankerna och grå snarare än vit undersida.

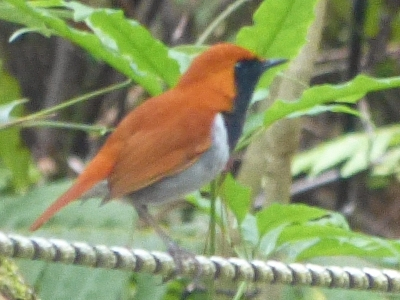
Hane av på Okinawa som till skillnad från fåglar i norra Ryukyuöarna saknar svart i pannan och på flankerna.

### Läten
Bland lätena hörs ett tunt och ljust "tseee" eller dubblerat "hii-hii", ett mjukare "grrrrr" samt som varningsläten "kirrick" eller "gu-gu". Sången är en musikalisk ramsa som återges "teet-see teet-see too", ofta förlängt till längre "seeet-seeet zeeto-zeeto seeet tsi ti-ti-ti-ti-took". Okinawanäktergalen har något avvikande läten, bland annat kortare och mer abrupt lockläte samt ett stigande "grrick", medan sången har större tonomfång och ljusare inledningstoner.

## Utbredning och systematik
Ryukyunäktergalen förekommer på Danjoöarna utanför Kyushu samt norra Ryukyuöarna (Tanegashima, Amami-Ōshima, Tokunoshima). Vintertid flyttar den till södra Ryukyuöarna (huvudsakligen Miyako-jima, Ishigaki, Iriomote och Yonakuni) även om vissa stannar på Amami-Ōshima. Vissa urskiljer underarten subrufa, men denna är beskriven på Yaeyamaöarna utifrån övervintrade fåglar av nominatformen.
Tidigare inkluderas okinawanäktergalen i arten, men denna urskiljs dock allt oftare som egen art, sedan 2016 av BirdLife International, sedan 2021 av tongivande International Ornithological Congress (IOC) och sedan 2022 av Clements et al. Detta baseras på tydliga genetiska skillnader samt skillnader i utseende och läten.

### Släktestillhörighet
Ryukyunäktergalen har tidigare förts till släktet Erithacus och betraktats som en nära släkting till rödhaken. Flera genetiska studier visar dock att den snarare står nära några östasiatiska arter i släktet Luscinia, som i sin tur endast är avlägset släkt med övriga arter i Luscinia. De placeras därför numera tillsammans i ett eget släkte, Larvivora.

### Familjetillhörighet
Ryukyunäktergalen med släktingar ansågs fram tills nyligen liksom bland andra stenskvättor, stentrastar och buskskvättor vara små trastar. DNA-studier visar dock att de är marklevande flugsnappare (Muscicapidae) och förs därför numera till den familjen.

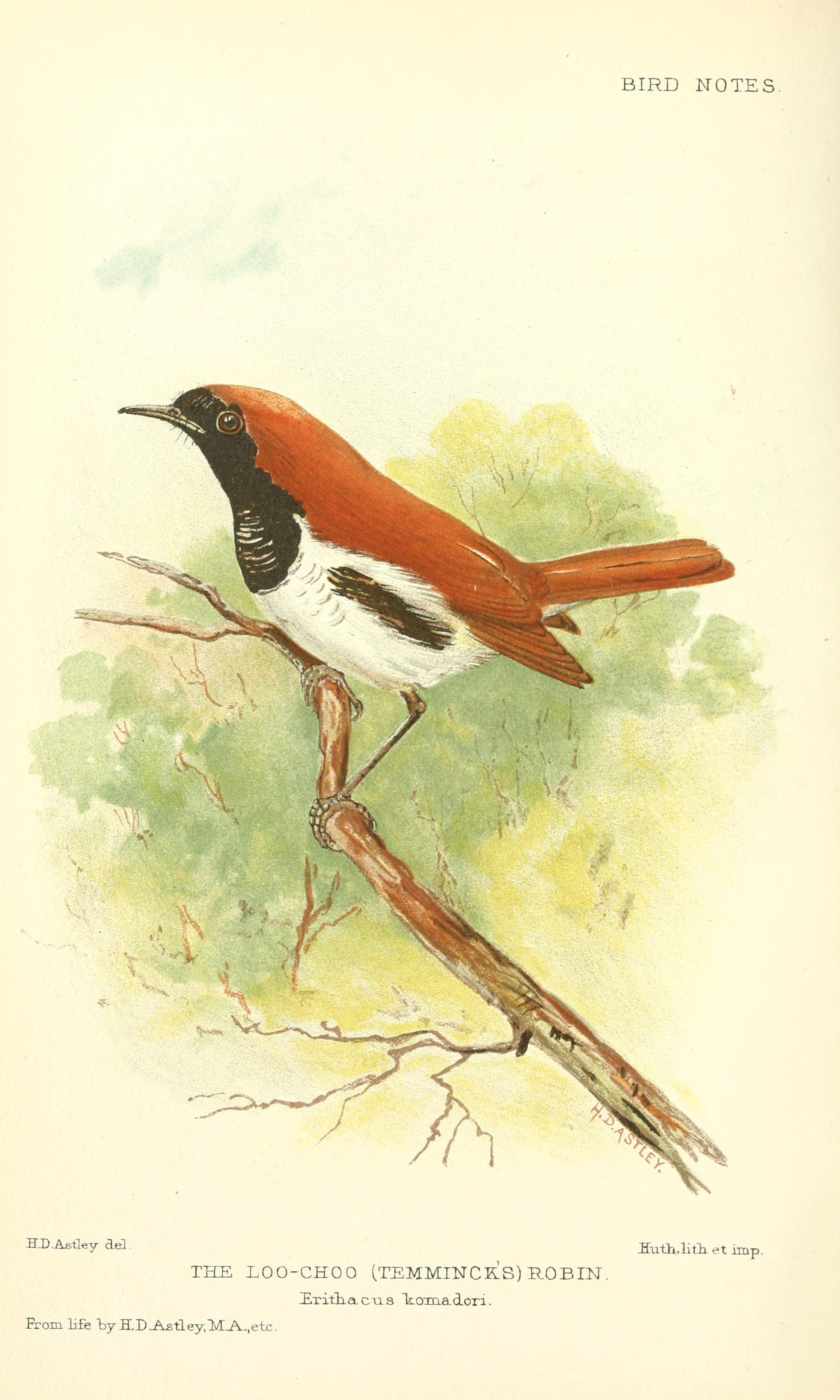
Illustration av en hane ryukyunäktergal från 1911.

## Levnadssätt
Ryukyunäktergalen hittas i fuktig och tät undervegetation med bambu, buskar och ormbunkar i städsegrön lövskog, ofta nära rinnande vattendrag, vanligen mellan 100 och 200 meters höjd, på Yakushima upp till 600 meter. Den ses enstaka eller i par, ofta gömd lågt i vegetationen, men söker sig på morgnarna ut mot vägkanter och stigar. Under häckningssäsongen upptäcks den lättast genom det ljusa locklätet eller när den varnar samtidigt som den snärter med vingar och stjärt eller reser stjärten nästan lodrätt. Födan är dåligt känd men tros mest bestå av små ryggradslösa djur.

### Häckning
Fågeln häckar mellan april och juli, mestadels från mitten av maj till mitten av juni. Boet som består av torkade löv, mossa och bambustrimlor placeras i ett hål i ett träd eller på en sluttande jordbank. Den har också häckat i holk och noterats häcka inne i ett hus. Den lägger tre till fem blekrosa ägg.

## Status
IUCN kategoriserar ryukyunäktergalen som nära hotad, med en liten men stabil världspopulation på mellan 6 000 och 15 000 vuxna individer.

## Namn
Temminck som beskrev både ryukyunäktergalen och dess nära släkting japansk näktergal gav dem de vetenskapliga namnen komadori respektive akahige efter deras japanska namn, men blandade ihop dem. Komadori betyder "hästfågel", syftande på den japanska näktergalen sång som ska likna en gnäggade häst. Akahige för ryukyunäktergalen betyder "rött skägg", vilket är än mer förrvirrande med tanke på att det är den japanska näktergalen som har rött "skägg", medan ryukyunäktergalen har svart. Dock tros Akahige, även om det använts i ett par hundra år, vara en förvridning av det ursprungliga Akaike som betyder "rött hår", vilket mer stämmer överens med ryukyunäktergalens djupt rödbruna ovansida.
Ryukyunäktergalen, liksom dess släkting japansk näktergal, kallades tidigare ryukyurödhake på grund av deras ytliga likheter med den europeiska rödhaken och förmodade nära släktskap med denna. Trivialnamnen har dock justerats av BirdLife Sverige för att bättre reflektera arternas släktskap.